# Passaporto britannico
Il passaporto britannico (in inglese British passport) è un documento di riconoscimento che viene rilasciato alle persone in possesso di una delle varie forme di nazionalità britannica e viene utilizzato come prova della nazionalità del portatore. Tale documento è necessario per richiedere assistenza e protezione presso le ambasciate britanniche nel mondo.

## Caratteristiche
La copertina è di colore blu scuro con lo Stemma reale del Regno Unito al centro.
Le parole "UNITED KINGDOM OF GREAT BRITAIN AND NORTHERN IRELAND" sono incise sotto lo stemma mentre al di sopra c'è la parola "BRITISH PASSPORT". Nel passaporto biometrico (e-passport) compare anche l'apposito simbolo  sotto le parole riferite agli stati del Regno Unito.

Le parole "EUROPEAN UNION" non compaiono più dall'ultima versione color borgogna del 2019, in seguito alla decisione del governo, confermata popolarmente tramite referendum, di uscire dall'Unione Europea. 

### Requisiti per la foto
Durante la richiesta di un passaporto britannico in ufficio, è necessario fornire 2 foto uguali con determinate caratteristiche: 
- le foto devono essere a colori, con dimensioni di 35 mm di larghezza e 45 mm di altezza e risoluzione di 600 dpi; inoltre deve essere stata scattata nell'ultimo mese;
- nella foto deve essere visibile l'intera testa, il collo e la parte superiore delle spalle;
- non ci devono essere altre persone o oggetti nella foto;
- la foto deve essere scattata su uno sfondo chiaro: bianco, crema o grigio chiaro;
- non sono ammessi occhiali da sole o colorati; sono permessi occhiali da vista, ma non devono essere riflessi nelle lenti e, inoltre, non devono coprire le pupille o la forma degli occhi;
- l'effetto "occhi rossi" non è accettato;
- è necessario avere un'espressione neutrale e la bocca chiusa (non sorridere, altrimenti tali foto saranno rifiutate);
- non bisogna avere un trucco vistoso;
- nel caso in cui si abbia una frangia lunga, bisogna spazzolarla di lato;
- gli occhi devono essere aperti e visibili (pupille e iride);
- assicurarsi che i capelli non coprano gli occhi, le sopracciglia o parti del viso;
- non è possibile indossare copricapi (sono ammessi copricapi religiosi e medici).